# Страстта на Сако и Ванцети
„Страстта на Сако и Ванцети“ с подзаглавие Легенда на Нова Англия (на английски: The Passion of Sacco and Vanzetti: A New England Legend) е книга на американския романист и телевизионен сценарист Хауърд Фаст (1914 – 2003).
Седем години, с две проведени съдебни дела и три обжалвания, след като са арестувани за грабеж и убийство през 1920 г., анархистите Никола Сако и Бартоломео Ванцети очакват екзекуция в затворническите си килии, където са държани по време на процеса им. Поддръжниците им по целия свят страстно спорят за невинността им, особено когато Селестино Мадейрос, млад мафиот, признава за убийствата заедно с други членове на неговата банда. При тези допълнителни обстоятелства не е наредено повторно разглеждане на делото; на 23 август 1927 г. Сако и Ванцети са екзекутирани на електрическия стол. Сърцераздирателният измислен разказ по действителнип случай на Хауърд Фаст предлага погледа на читателя да се насочи към мислите и чувствата на предполагаемите невинни жертви. Книгата за Сако и Ванцети и е силно обвинение срещу американската съдебна система.

## На английски език
- Fast, Howard. The Passion of Sacco and Vanzetti.   Кингстън, Blue Heron Press, 1953. p. 254. (на английски)

## На български език
- Фаст, Хауърд. Сако и Ванцети.   София, Отечествен фронт, 1955. с. 185. (на български)